# Gracen
Gracen es una localidad albanesa del condado de Elbasan. Se encuentra situada en el centro del país y desde 2015 está constituida como una unidad administrativa del municipio de Elbasan. A finales de 2011, el territorio de la actual unidad administrativa tenía 2192 habitantes.
La unidad administrativa incluye los pueblos de Gracen, Plangarice, Terbac, Bodin, Shingjin, Gjorme, Pajenge, Mamel y Dopaj.
Se ubica sobre la carretera SH3, unos 10 km al noroeste de Elbasan.